# Marco Emilio Lepido (console 6)
Marco Emilio Lepido (latino: Marcus Aemilius Lepidus; 30 a.C. circa – 33) è stato un politico dell'Impero romano.

## Biografia

### Famiglia
Della gens patrizia degli Aemilii, era figlio di Lucio Emilio Lepido Paolo (nipote del triumviro Lepido, console nel 34 a.C. e censore nel 22 a.C.) e di Cornelia Scipione (figlia di un precedente matrimonio di Scribonia, la prima moglie di Augusto): da parte materna era dunque imparentato con la dinastia giulio-claudia. Ebbe un fratello maggiore, Lucio Emilio Paolo (console dell'1), che sposò Giulia minore, nipote di Augusto, cugina acquisita dei due Aemilii (sua madre, Giulia maggiore, era sorellastra della madre loro Cornelia), e che fu condannato dal primo princeps in occasione probabilmente della cospirazione incentrata attorno alla figura della moglie.
Sposò Vipsania Marcellina, figlia di Agrippa e della sua seconda moglie Claudia Marcella maggiore, figlia di Ottavia minore, sorella di Augusto, nel 6 a.C., ed ebbe da lei due figli: Emilia Lepida che andò in sposa a Druso Cesare, secondogenito di Germanico; e Marco Emilio Lepido, amico e coetaneo dell'imperatore Caligola, di cui sposò la sorella Drusilla, ma caduto in disgrazia poiché coinvolto in una congiura di palazzo (promossa da Gneo Cornelio Lentulo Getulico, console nel 26) e giustiziato nel 39. Si risposò in seconde nozze attorno al 4, con una moglie di cui è ignota l'identità, da cui ebbe altri figli (ignoti anche loro).

### Campagne in Illirico e Spagna
Divenne console nel 6 insieme a Lucio Arrunzio. Nell'inverno dell'8/9 era il responsabile unico degli accampamenti invernali di Siscia durante la seconda fase della rivolta dalmato-pannonica, quella dalmatica. L'anno successivo penetrò con un esercito nel profondo della terra dei Dalmati (nell'attuale Bosnia) e si ricongiunse a Tiberio, soffocando gli ultimi focolai della rivolta, meritandosi gli ornamenta triumphalia.
Al termine della rivolta gli fu forse affidato l'incarico di governare la nuova provincia di Pannonia almeno fino al 10.
Venne inviato, poco dopo, a sostituire Gneo Calpurnio Pisone, in Hispania Tarraconensis (presidiata dopo il 9 da ben tre legioni: IIII Macedonica, VI Victrix e X Gemina), dove si trovava certamente nel 14.

### Sotto Tiberio
Tacito riferisce che Augusto nel suo letto di morte, mentre discuteva dei possibili rivali di Tiberio al principato, lo descrisse come adatto per diventare imperatore (capax imperii), ma "sdegnoso" (aspernantem) del potere supremo. Anche lo storico Velleio Patercolo nella sua opera lo definisce elogiativamente vir nominis ac fortunae Caesarum proximus, quem, in quantum quisque aut cognoscere aut intellegere potuit, in tantum miratur ac diligit tantorumque nominum quibus ortus est ornamentum iudicat.
Nel 17, Lepido si vide consegnata grazie alla generosità di Tiberio l'eredità della presunta ricca parente Emilia Musa, morta senza eredi e senza testamento.
Nel processo a Gneo Calpurnio Pisone del 20, per la morte di Germanico, fu uno dei tre consolari, insieme a Lucio Pisone e Livineio Regolo, che accettarono il gravoso compito di difenderlo.
Nel 21 si ritirò dal ballottaggio per la carica di governatore dell'Africa proconsularis, poiché l'altro candidato era Quinto Giunio Bleso, zio di Elio Seiano. Alla fine dell'anno, Lepido intervenne nel processo contro il cavaliere Clutorio Prisco: contro la proposta di condanna a morte portata dal console designato Aterio Agrippa, egli affermò l'inutilità di un processo alle intenzioni e propose di mitigare la sentenza in aquae et ignis interdictio con confisca dei beni. La proposta trovò in Senato l'approvazione del solo ex console Rubellio Blando, ma sembrò risultare a posteriori gradita allo stesso Tiberio.
Nel 22 fu probabilmente lui a chiedere di restaurare a proprie spese la Basilica Emilia del Foro romano, costruita dai suoi antenati. 
Nel 24, Lepido cercò nuovamente di mitigare una pena, stavolta inflitta da Elio Seiano a Sosia Galla, moglie di Gaio Silio, morto suicida quello stesso anno, entrambi membri dell'entourage di Germanico e Agrippina. In questa occasione Tacito ne offre un lusinghiero ritratto: hunc ego Lepidum temporibus illis gravem et sapientem virum fuisse comperior: nam pleraque ab saevis adulationibus aliorum in melius flexit. Neque tamen temperamenti egebat, cum aequabili auctoritate et gratia apud Tiberium viguerit.
Nel 26, Lepido divenne proconsole d'Asia, e rimase in carica molto probabilmente fino al 28. In occasione del decreto senatorio che concedeva a Smirne la costruzione di un tempio in onore di Tiberio, a Lepido fu assegnato un legato straordinario che si occupasse della questione: il proconsole evitò modestamente di scegliere di persona, e alla fine fu estratto a sorte l'ex pretore Valerio Nasone.
Nel 32, tra le numerose accuse rivolte a Cotta Messalino, vi era anche quella di lamentarsi della potenza di Lepido e di Lucio Arrunzio, con cui discuteva di questioni economiche, vantando, al contrario di quelli, che avevano la protezione del Senato, l'appoggio di Tiberio.
Alla fine del 33, Lepido morì: Tacito lo elogia di nuovo per la sua moderatio, sapientia e nobilitas.